# Букаке
Букаке (ぶっかけ , изговорⓘ 1: IPA: /bu̜ˈk:ake̞/ 2: IPA: /bʊˈkæke/) је назив за сексуални чин током кога више мушкараца ејакулира на једну особу, обично женског пола. Захваљујући развоју порнографске индустрије у свету, термин се све шире користи како би обухватио више особа, мушког или женског пола, и ејакулацију на било који део тела (не само на лице) или у различите врсте судова, а у циљу касније конзумације тј. гутања. Овај други чин се обично зове гокун.

## Етимологија
Букаке је познати облик јапанског глагола букакеру (打っ掛ける прскати водом) и буквално значи „пљускати“. Сложени глагол може бити рашчлањен у два глагола: бутсу (ぶつ) и какеру (掛ける). Бутсу у буквалном преводу значи „ударити“, али при оваквој употреби изгледа да представља интензивни префикс као у бутамагеру (ぶったまげる „потпуно запањен“) или бутчигири (ぶっちぎり „убедљива победа“). Какеру у овом контексту значи „туширати“ или „сипати“. Реч букаке често се користи у јапанском језику да би се описало нагло сипање воде које доводи до прскања или просипања. Заиста, букаке се у Јапану користи да би се описао суд којим се сос сипа преко кнедли, као што су букаке-удон и букаке-соба.

## Историјат
Према једној теорији, букаке води порекло из древног Јапана у којем су неверне жене биле извргнуте јавном понижењу тако што би биле везане и сваки човек из града би могао ејакулирати по њима. Међутим, не постоје историјски докази који потврђују упражњавање оваквог обичаја, а сумња се да је читаву причу измислио један од дизајнера сајтова за одрасле.
Букаке је први пут представљен у јапанским порнографским филмовима из средине и краја '80-их година 20. века. Значајан фактор у развоју букакеа као порнографске форме вероватно лежи у обавезној цензури гениталија у Јапану. Гениталије морају бити прикривене пикселизацијом, што за последицу има то да се јапанска порнографија више фокусира на лице и тело глумица него на њихове гениталије. Како режисери нису били у прилици да прикажу пенетрацију тражили су алтернативне начине да прикажу сексуални однос без кршења јапанских закона. Сперма није подлегала обавезној цензури и ова рупа у закону омогућила је снимање јаких сексуалних сцена.
Први забележени и јавно емитовани пример букакеа у јапанској порнографији је био филм „Порука маскоте“ (マスカットノート) у којем је главну улогу играла Мацуока Аико, а који је приказан у децембру 1986, иако је овај чин пре филма био познат једноставно као  (顔射 „фацијална ејакулација“). Ипак, популаризација овог сексуалног акта и новог израза за њега приписана је 1998. филмском режисеру Казухику Мацумоту. Ова пракса се затим проширила из јапанске у америчку а потом и европску порнографију, након што су амерички порно продуценти открили јапанске букаке филмове касних '90-их година 20. века. Постојала је економска предност за западњачке порно продуценте јер продукција букаке филмова захтева само једну глумицу, док су мушкарци често учесници-аматери који за то добијају мале плате. Ипак, букаке је мање популаран од неких других порно специјала, можда због тога што подређеност жене не годи многим конзументима, или зато што је у порнографији cum shot обично врхунац сцене, уместо „главни догађај“.
Пракса се касније проширила на геј порнографију, где неколико мушкараца ејакулира на другог мушкарца. Порнографска употреба речи проширена је на серију лезбејског букакеа, где неколико жена ејакулирају на другу жену.
Презентација букакеа укључена је на 17. светском конгресу сексологије у јулу 2005. године.

## Социолошки аспект
Неки феминисти описали су букаке као фетиш културу изван секса. Други су описали букаке као симбол групног силовања чији је једини циљ да понизи и деградира жене које се третирају као објекти и да је употреба ејакулације део понижавајућег ритуала који углавном не подразумева да неки од женских актера притом доживе оргазам.